# Elisione di acca
L'elisione di acca (o elisione di h), comunemente detta acca muta (o h muta) o acca non aspirata (o h non aspirata), è l'eliminazione della fricativa glottidale sorda, ossia /h/ → ∅.
È presente in italiano, in molti dialetti dell'inglese e in alcune altre lingue, o come puro sviluppo storico (come in italiano) o come differenza dialettale contemporanea.

## Nella lingua italiana
In italiano, la pronuncia standard della lettera h sia in parole italiane (tra cui le forme del verbo "avere" ho /ɔ/, hai /ˈai/, ha /a/, hanno /ˈanno/, dove l'h ha la funzione di distinguere le voci verbali da o /o/, ai /ˈai/, a /a/, anno /ˈanno/ e, nonostante sia etimologicamente corretta, non è stata pronunciata per svariati secoli e le stesse forme verbali venivano scritte ò, ài, à, ànno durante il Novecento) che in parole straniere è muta. Il DIPI riporta senza /h/ la pronuncia moderna (cioè quella più consigliabile) dei termini stranieri, e segnala le forme con /h-/ come intenzionali. Alcuni esempi sono:
- Hawaii, pronuncia più consigliabile: /aˈwai/, pronuncia intenzionale: /haˈwai/[1]
- Helsinki, pronuncia più consigliabile: /ˈɛlsinki/, pronuncia intenzionale: /ˈhɛlsinki/[2]
- Hitchcock, pronuncia più consigliabile: /ˈiʧkɔk/, pronuncia intenzionale: /ˈhiʧkɔk/[3]
- headline, pronuncia più consigliabile: /ˈɛdlain/, pronuncia intenzionale: /ˈhɛdlain/[4]
- hit, pronuncia più consigliabile: /ˈit/, pronuncia intenzionale: /ˈhit/[5]
- hi-tech, pronuncia più consigliabile: /aiˈtɛk/, pronuncia intenzionale: /haiˈtɛk/[6]
- hic et nunc, pronuncia più consigliabile: /ˈik etˈnunk/, pronuncia intenzionale: /ˈhik etˈnunk/[7]
- hobby, pronuncia più consigliabile: /ˈɔbbi/, pronuncia intenzionale: /ˈhɔbbi/[8]
- hub, pronuncia più consigliabile: /ˈab/, pronuncia intenzionale: /ˈhab/[9]
- Hyde, pronuncia più consigliabile: /ˈaid/, pronuncia intenzionale: /ˈhaid/[10]

### Articoli prima dihmuta
Quando seguita da un'h muta, gli articoli si comportano come se seguiti da vocale. Si avrà quindi:
- al maschile singolare: un hobby /uˈnɔbbi/, l'hobby /ˈlɔbbi/;
- al femminile singolare: un'hit /uˈnit/, l'hit /ˈlit/;
- al maschile plurale: degli headline /deʎˈʎɛdlain/, gli headline /ˈʎɛdlain/;
- al femminile plurale: delle hit /delleˈit/, le hit /leˈit/.

Se invece si decide di aspirare l'h, gli articoli andranno accordati come per le parole che iniziano con i suoni /j/, /ɲ/, /ʃ/, /s/ + consonante, /ks/, /ts/, /dz/, /pn/ e /ps/. Di conseguenza, si dovrà leggere e scrivere:
- al maschile singolare: uno hobby /unoˈhɔbbi/, l'hobby /loˈhɔbbi/;
- al femminile singolare: un'hit /unaˈhit/, l'hit /laˈhit/;
- al maschile plurale: degli headline /deʎʎiˈhɛdlain/, gli headline /ʎiˈhɛdlain/;
- al femminile plurale: delle hit /delleˈhit/, le hit /leˈhit/.

## Nella lingua inglese
In inglese, l'elisione di acca è presente nella maggior parte delle regioni dell'Inghilterra e in altre nazioni anglofone. 
Il fenomeno inverso è detto H-insertion ('inserimento di h') e si trova in diverse situazioni. A volte si tratta di un allofono o un ipercorrettismo da parte di parlanti che non pronunciano il suono /h/, altre volte è la pronuncia ricavata dall'ortografia di una parola o una pronuncia percepita come più corretta etimologicamente. Un esempio particolare di ciò è la diffusione, nella lingua inglese, di haitch /ˈheɪtʃ/ (che equivale a un ipotetico "hacca", il nome della lettera h, cioè acca, con la lettera stessa, h) in luogo di aitch /ˈeɪtʃ/ ("acca", il nome comunemente accettato per questa lettera).